# Stefan Lenzen
Stefan Lenzen (* 26. Januar 1981 in Heinsberg) ist ein deutscher Politiker (FDP). Er war von 2017 bis 2022 Abgeordneter im Landtag Nordrhein-Westfalen.

## Leben
Stefan Lenzen absolvierte eine Lehre zum Bankkaufmann und anschließend ein Fachhochschulstudium an der Hochschule Niederrhein mit Abschluss als Diplom-Kaufmann. Vor dem Einzug in den Landtag war er als Personalreferent bei einem mittelständischen Einzelhändler tätig.

## Politik
Stefan Lenzen trat 1999 der FDP und den Jungen Liberalen bei. Dem Vorstand der FDP Heinsberg gehört er seit 2008 an, zurzeit als stellvertretender Stadtverbandsvorsitzender. Dem Bezirksvorstand gehört Lenzen seit 2008 an. Derzeit bekleidet er dort das Amt des Bezirksschatzmeisters und Pressesprechers. Dem Landesvorstand der FDP Nordrhein-Westfalen gehörte er von 2012 bis 2014 an. 
Lenzen gehörte von 2004 bis 2009 dem Rat der Stadt Heinsberg an, dort war er zuletzt stellvertretender Fraktionsvorsitzender und Fraktionsgeschäftsführer. Seit der Kommunalwahl 2009 gehört er dem Kreistag des Kreises Heinsberg als Fraktionsvorsitzender seiner Partei an. 
Bei der Landtagswahl in Nordrhein-Westfalen 2017 erhielt er über die Landesliste seiner Partei ein Mandat im Landtag von Nordrhein-Westfalen. Er hatte zudem wie bereits bei der Landtagswahl 2012 im Wahlkreis Heinsberg I kandidiert, in dem er 2012 4,6 % und 2017 7,7 % der Erststimmen verbuchen konnte. In der 17. Legislaturperiode war Stefan Lenzen Sprecher für Arbeit und Soziales sowie für Integration und Flüchtlinge der FDP-Landtagsfraktion NRW. Darüber hinaus gehörte er dem Ausschuss für Heimat, Kommunales, Bauen und Wohnen an. Nach der Landtagswahl 2022 schied er aus dem Landtag aus.